# Pont des Amours
De Pont des Amours is een brug over de rivier de Thiou in de Franse stad Annecy. De brug verbindt de Tuinen van Europa met Le Pâquier, een promenade langs het meer van Annecy. De huidige brug is gebouwd in 1907 naar ontwerp van Charles Galletto en werd oorspronkelijk gewijd aan de Franse romanschrijver Eugène Sue.
De eerste brug op deze locatie werd gebouwd in 1845, toen Karel Albert, de koning van Sardinië, een bezoek aan Annecy kwam brengen. De houten brug gaf toeschouwers een beter uitzicht op de verlichtingen op het meer. In 1859 werd een gietijzeren geplaatst naar ontwerp van Claude Grandchamp. Deze brug gaf problemen met de doorvaart van motorboten. In november 1906 werd door de gemeente besloten tot de bouw van een nieuwe brug. Deze brug is in 1907 geopend en draagt tegenwoordig de naam Pont des Amours.